# Russell Gunn
Russell Gunn, né le 20 octobre 1971 à Chicago, est un musicien américain de jazz Néo-bop contemporain, instrumentiste (trompette, flute) et compositeur, il est connu principalement pour son jeu de trompette.
Il a grandi à East St.Louis (Illinois) en jouant de la trompette et s’éveillant au hip-hop par l’intermédiaire de sa première idole musicale LL Cool J.
Russell Gunn est le prototype même du musicien contemporain provenant de la tradition Afroaméricaine.
Sa musique assemble des éléments de sonorités Cubaines, Brésiliennes, Africaines, et hip-hop dans un style de jazz progressif qui rend hommage à la tradition tout en l’emmenant plus loin.
L'album Ethnomusicology vol. 1 a été nommé aux Grammy awards.

## Discographie
- Russell Gunn Plays Miles  (1/2007)
- Russell Gunn Presents...BIONIC - Krunk Jazz  (10/2006)
- Ethnomusicology 4:Live in Atlanta  (10/2004)
- Mood Swings  (10/2003)
- Ethnomusicology 3  (5/2003)
- Blue on the D.L.  (4/2002)
- Ethnomusicology 2  (9/2001)
- Smokingunn  (6/2000)
- Ethnomusicology Vol 1  (2/1999)
- Love Requiem  (1/1999)
- Young Gunn Plus  (7/1998)
- Gunn Fu  (3/1997)
- Young Gunn  (12/1994)